# Батитермограф
Батитермо́граф (від грец. bathys — глибокий, therme — тепло), прилад для безперервного вимірювання вертикального розподілу температури води у верхньому шарі моря (до 200 м); дозволяє вести вимірювання на ходу судна.